# Cantonul Gif-sur-Yvette
Cantonul Gif-sur-Yvette este un canton din arondismentul Palaiseau, departamentul Essonne, regiunea Île-de-France, Franța.

## Comune
| Comune         | Populație (1999) | Cod poștal | Cod INSEE   |
| -------------- | ---------------- | ---------- | ----------- |
| Gif-sur-Yvette | 20.654 loc.      | 91190      | 91 3 30 272 |